# Karl Przibram
Karl Przibram (Viena, 21 de dezembro de 1878 – Viena, 10 de agosto de 1973) foi um físico austríaco.

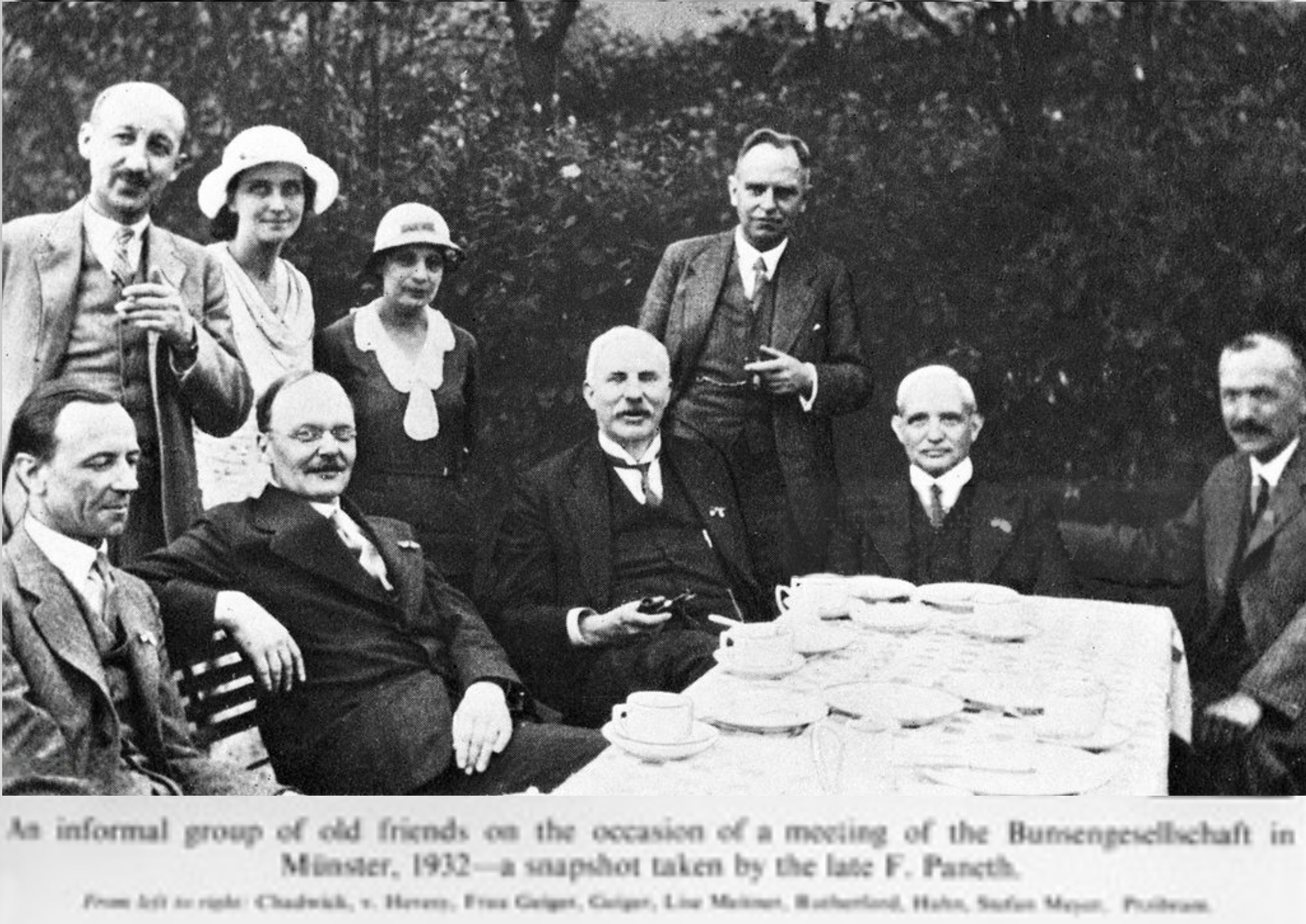
Bunsentagung em Münster 1932, Karl Przibram na extremidade direita

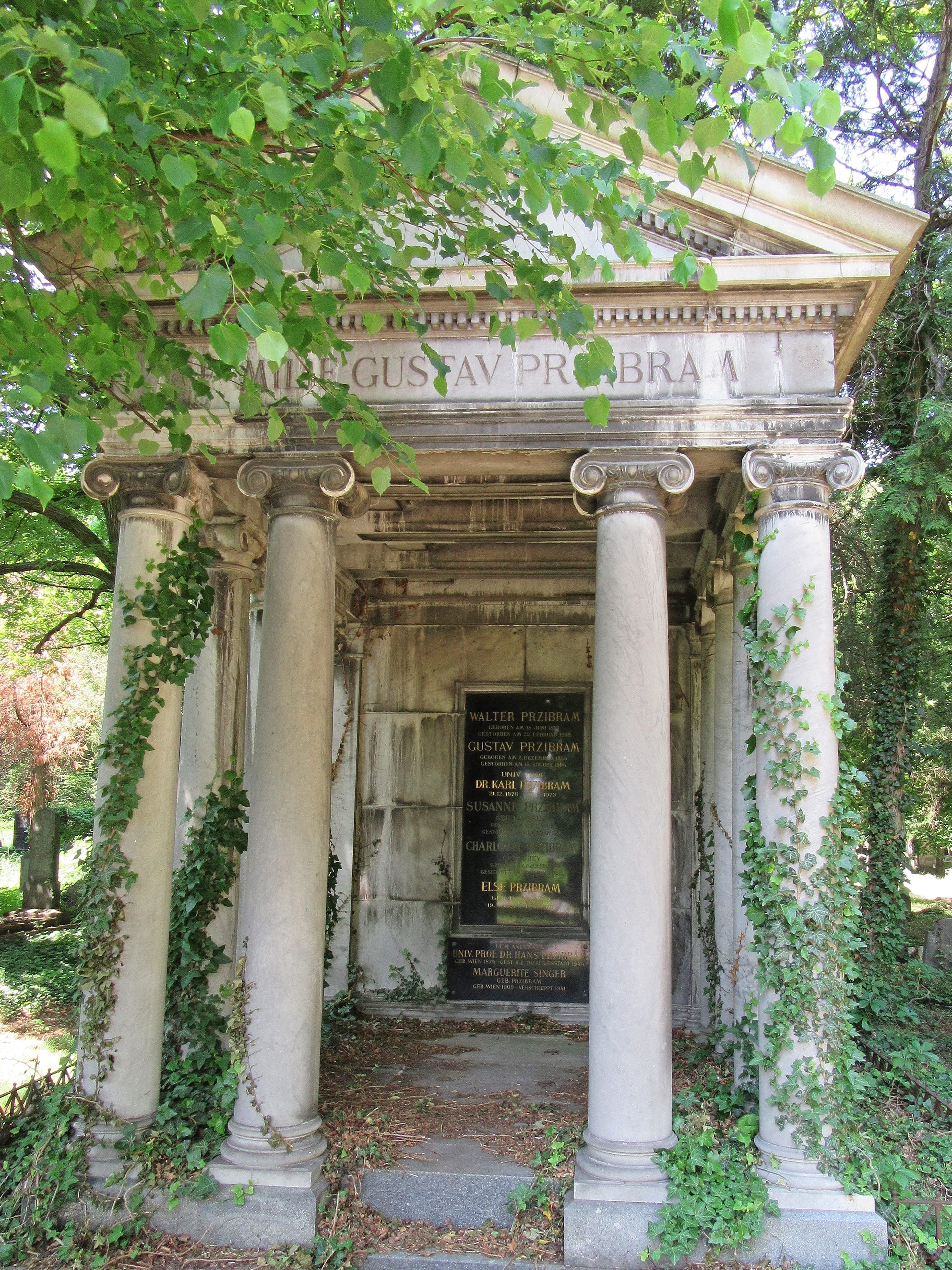
Sepultura de Karl Przibram no Cemitério Central de Viena

Irmão do zoólogo Hans Leo Przibram, morto em 1944 no campo de concentração de Theresienstadt.

## Condecorações
- 1914 Prêmio Haitinger
- 1929 Prêmio Lieben
- 1963 Prêmio Erwin Schrödinger